# デリック・バイアーズ
デリック・バイヤーズ（Derrick JaVaughn Byars, 1984年4月25日 - ）は、テネシー州メンフィス出身のバスケットボール選手。リーガACBのCBセビリアに所属している。ポジションはスモールフォワード。身長201cm、体重102kg。

## 経歴
バージニア大学、ヴァンダービルト大学を経て、2007年NBAドラフト2巡目42位で、ポートランド・トレイルブレイザーズに指名を受け、その権利をフィラデルフィア・セブンティシクサーズにトレードされ、NBAのプレーヤーとなったが、キャリアのないまま同年10月に解雇された。その後、サマーリーグや、数チームのトレーニングキャンプに参加したが、開幕ロースターに残れず、Dリーグを活動の場としていた。その後フランス、ドイツ、ギリシャを転戦した。
ロックアウトでNBAのシーズン開幕が遅れた2011年12月10日、マイアミ・ヒートと契約がまとまりかけたが、結局開幕前にウェイブされた。
2012年シーズン終了間際にサンアントニオ・スパーズと契約し、シーズン最後の2試合に出場、平均5得点、5.5リバウンドを記録した。11月、アルバ・ベルリンに復帰した。
2013年9月29日、メンフィス・グリズリーズと契約したが、シーズン開幕前の10月6日に解雇された。
2014年3月4日、ベイカーズフィールド・ジャムに復帰した。4月、ベルギーリーグのベルフィウス・モンス＝エノーと契約した。同年8月、リーガACBのセビリアBCと契約した。